# Arzakita
L'arzakita és un mineral de la classe dels sulfurs. Rep el seu nom de la seva localitat tipus, Arzakskoye, a Rússia.

## Característiques
L'arzakita és una sulfosal de fórmula química Hg₃2+S₂(Br,Cl)₂. Cristal·litza en el sistema monoclínic, formant complexos intercreixements amb la lavrentievita, espècia amb la qual forma una sèrie de solució sòlida. La seva duresa a l'escala de Mohs es troba entre 2 i 2,5.
Segons la classificació de Nickel-Strunz, l'arzakita pertany a «02.FC: Sulfurs d'arsènic, àlcalis, sulfurs amb halurs, òxids, hidròxid, H₂O, amb Cl, Br, I (halogenurs-sulfurs)» juntament amb els següents minerals: djerfisherita, thalfenisita, owensita, bartonita, clorbartonita, corderoïta, grechishchevita, lavrentievita, radtkeïta, kenhsuïta, capgaronnita, perroudita, iltisita, demicheleïta-(Br) i demicheleïta-(Cl).

## Formació i jaciments
Es troba a les zones oxidades de dipòsits hidrotermals. Sol trobar-se associada a altres minerals com: lavrentievita, cinabri, corderoïta, quars i caolinita. Només se n'ha trobat a Arzakskoye, al districte de Pii-Khem (República de Tuva, Regió econòmica de Sibèria de l'Est, Rússia).